# Distribuição beta
Em teoria da probabilidade e estatística, a distribuição beta é uma família de distribuições de probabilidade contínuas definidas no intervalo {\displaystyle [0,1]} parametrizado por dois parâmetros positivos, denotados por {\displaystyle \alpha } e {\displaystyle \beta }, que aparecem como expoentes da variável aleatória e controlam o formato da distribuição.
A distribuição beta tem sido aplicada para modelar o comportamento de variáveis aleatórias limitadas a intervalos de tamanho finito em uma grande quantidade de disciplinas.
Em Inferência bayesiana, a distribuição beta é a distribuição conjugada a priori da distribuição de Bernoulli, distribuição binomial, distribuição binomial negativa e distribuição geométrica. Por exemplo, a distribuição beta pode ser usada na análise bayesiana para descrever conhecimentos iniciais sobre a probabilidade de sucesso assim como a probabilidade de que um veículo espacial vai completar uma missão especificada. A distribuição beta é um modelo conveniente para comportamento aleatório de porcentagens e proporções.

## Caracterização

### Função densidade de probabilidade
A função densidade de probabilidade (f.d.p.) da distribuição beta, para {\displaystyle 0\leq x\leq 1} e parâmetros {\displaystyle \alpha } e {\displaystyle \beta } {\displaystyle >0} é uma função exponencial da variável {\displaystyle x} e de sua reflexão {\displaystyle (1-x)} como segue:
{\displaystyle {\begin{aligned}f(x;\alpha ,\beta )&=\mathrm {constante} \cdot x^{\alpha -1}(1-x)^{\beta -1}\\\\&={\frac {x^{\alpha -1}(1-x)^{\beta -1}}{\displaystyle \int _{0}^{1}u^{\alpha -1}(1-u)^{\beta -1}\,du}}\\\\&={\frac {\Gamma (\alpha +\beta )}{\Gamma (\alpha )\Gamma (\beta )}}\,x^{\alpha -1}(1-x)^{\beta -1}\\\\&={\frac {1}{\mathrm {B} (\alpha ,\beta )}}x^{\alpha -1}(1-x)^{\beta -1}\end{aligned}}}
onde {\displaystyle \Gamma (z)} é a função gama. A função beta, {\displaystyle \mathrm {B} }, é uma constante de normalização para assegurar que a probabilidade total integre a 1. Nas equações acima {\displaystyle x} é uma realização - um valor observado que de fato ocorreu - de um processo aleatório {\displaystyle X}.
Esta definição inclui os dois extremos {\displaystyle x=0} e {\displaystyle x=1}, que é consistente com as definições para outras distribuições contínuas suportadas em um intervalo limitado que são casos especiais da distribuição beta, por exemplo a distribuição arcoseno, e consistente com diversos autores, como N. L. Johnson e S. Kotz. Entretanto, a inclusão de {\displaystyle x=0} e {\displaystyle x=1} não funciona para {\displaystyle \alpha ,\beta <1}; diversos autores, incluindo W. Feller, escolheram excluir os extremos {\displaystyle x=0} e {\displaystyle x=1} (portanto, os dois extremos não são realmente parte do domínio da função de densidade) e considerar ao invés {\displaystyle 0<x<1}.
Diversos autores, incluindo N. L. Johnson e S. Kotz, usam os símbolos {\displaystyle p} e {\displaystyle q} (ao invés de {\displaystyle \alpha } e {\displaystyle \beta }) para os parâmetros da distribuição de beta, reminiscente dos símbolos tradicionalmente usados dos parâmetros da distribuição de Bernoulli, porque a distribuição beta se aproxima da distribuição de Bernoulli no limite quando os dois parâmetros {\displaystyle \alpha } e {\displaystyle \beta } aproxima o valor de zero.
No seguinte, a variável aleatória {\displaystyle X} distribuída sob a distribuição beta com parâmetros {\displaystyle \alpha } e {\displaystyle \beta } irá ser denotada por :
{\displaystyle X\sim \operatorname {Beta} (\alpha ,\beta )}
Outras notações são {\displaystyle X\sim {\mathcal {B}}e(\alpha ,\beta )} e {\displaystyle X\sim \beta _{\alpha ,\beta }}.

#### Equação diferencial
A função densidade de probabilidade satisfaz a equação diferencial

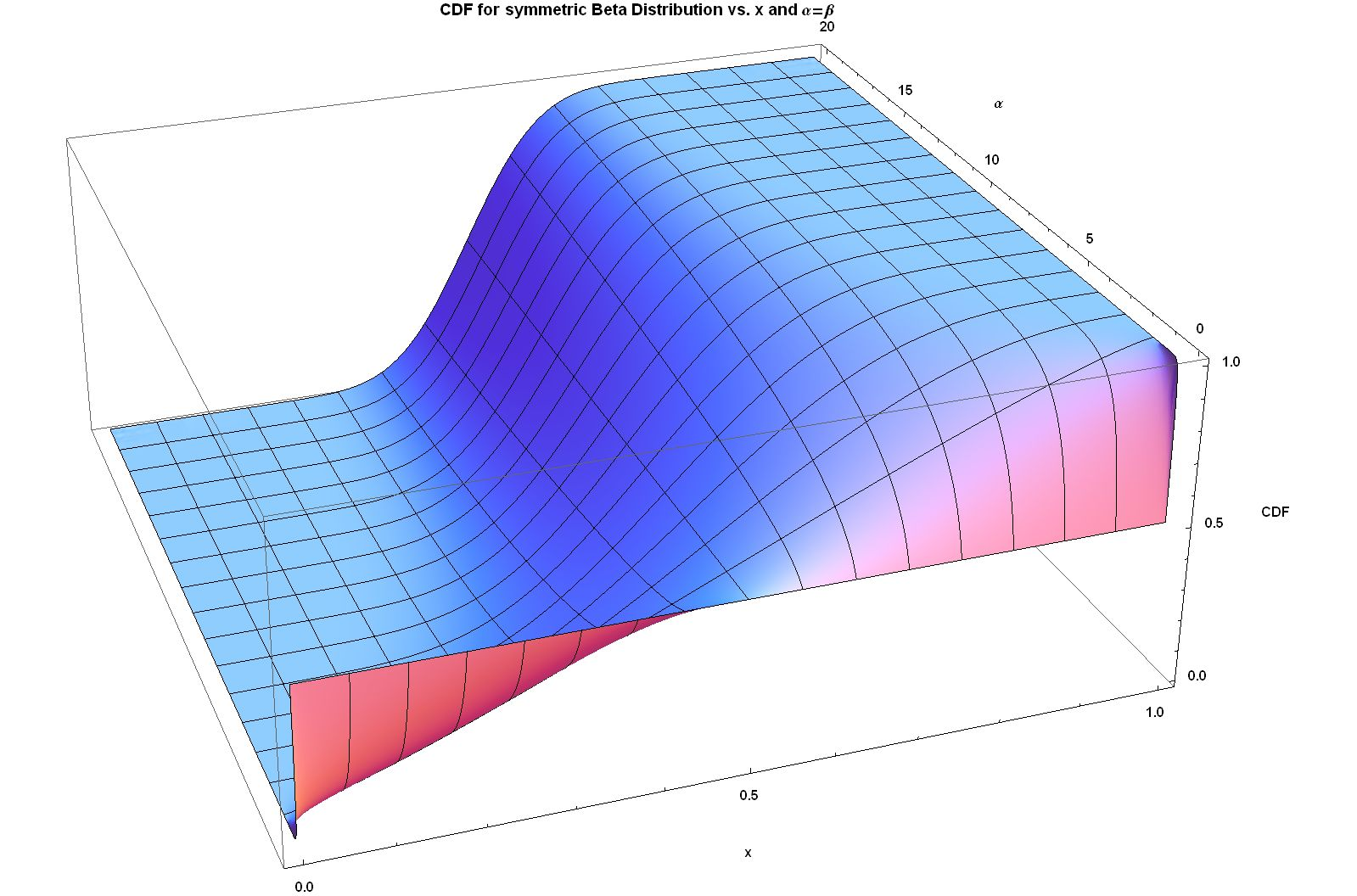
f.d.a. para a distribuição beta simétrica vs. e =

{\displaystyle f'(x)=f(x)\,{\frac {(\alpha +\beta -2)x-(\alpha -1)}{(x-1)x}}.}

### Função distribuição acumulada
A função distribuição acumulada é
{\displaystyle {\begin{aligned}F(x;\alpha ,\beta )&={\frac {\mathrm {B} {}(x;\alpha ,\beta )}{\mathrm {B} {}(\alpha ,\beta )}}\\\\&={\frac {\int _{0}^{x}t^{a-1}\,(1-t)^{b-1}\,dt}{B(\alpha ,\beta )}}\\\\&=I_{x}(\alpha ,\beta )\end{aligned}}}
onde {\displaystyle \mathrm {B} (x;\alpha ,\beta )} é a função beta incompleta e {\displaystyle I_{x}(\alpha ,\beta )} é a função beta incompleta regularizada.

## Propriedades

### Medidas de tendência central

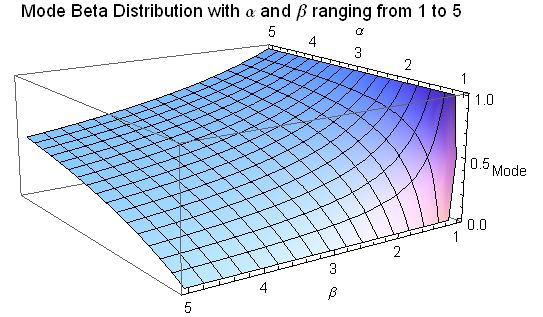
Moda para distribuição beta para e

#### Moda
A moda da variável aleatória {\displaystyle X} de distribuição beta com {\displaystyle \alpha }, {\displaystyle \beta } {\displaystyle >1} é o valor mais provável da distribuição (correspondendo ao pico na f.d.p.), e é dado pela seguinte expressão:
{\displaystyle Mo(X)={\frac {\alpha -1}{\alpha +\beta -2}}}
Quando os dois parâmetros são menores que 1 ({\displaystyle \alpha }, {\displaystyle \beta } {\displaystyle <1}), isto é a anti-moda: o menor ponto da curva densidade de probabilidade.
Quando {\displaystyle \alpha =\beta }, a expressão para a moda é simplificada para {\displaystyle {\frac {1}{2}}}, mostrando que para {\displaystyle \alpha =\beta >1} a moda está no centro da distribuição: que é simétrica nesse caso. Veja a seção "Formas" nesse artigo para uma lista completa de casos de moda, para valores arbitrários de {\displaystyle \alpha } e {\displaystyle \beta }. Para vários desses casos, o valor máximo da função densidade ocorre em um dos dois extremos. Em alguns casos, o valor máximo da função densidade ocorrendo num extremo é finito. Por exemplo, no caso de {\displaystyle \alpha =2}, {\displaystyle \beta =1} (ou {\displaystyle \alpha =1}, {\displaystyle \beta =2}), a função densidade se torna uma distribuição triangular que é finita nos dois extremos. Em diversos outros casos existe uma singularidade em um dos extremos, onde o valor da função densidade se aproxima do infinito. Por exemplo, no caso {\displaystyle \alpha }, {\displaystyle \beta ={\frac {1}{2}}}, a distribuição beta simplifica-se para se tornar a distribuição arcoseno. Existe um debate entre matemáticos sobre alguns desses casos e se os extremos ({\displaystyle x=0} e {\displaystyle x=1}) pode ser chamados de modas ou não.
- Se os extremos são parte do domínio da função densidade
- Se uma singularidade pode alguma vez ser chamada de moda
- Se os casos com dois máximos deveriam ser chamados de bimodais

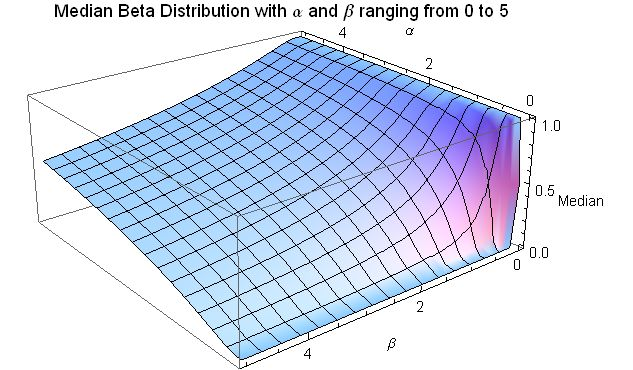
Mediana para a distribuição beta para e

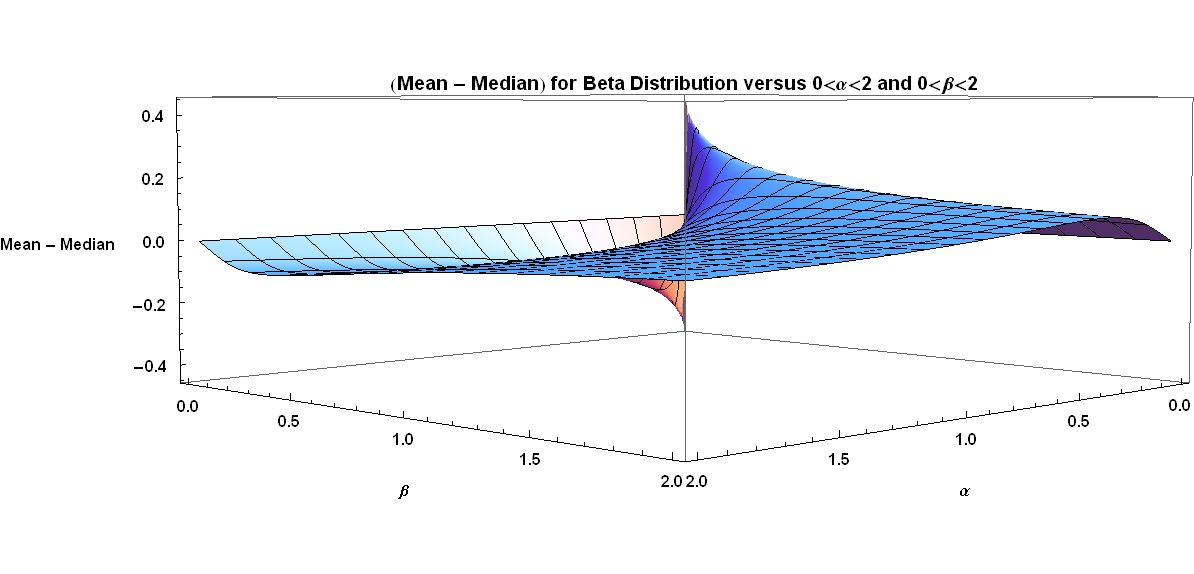
(Média - Mediana) para distribuição beta vs. e indo de 0 a 2

#### Mediana

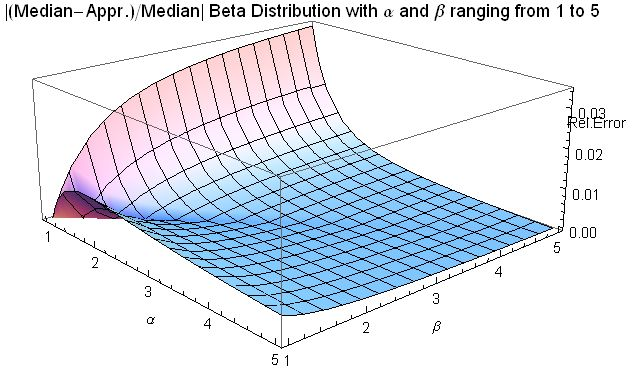
para distribuição beta para e

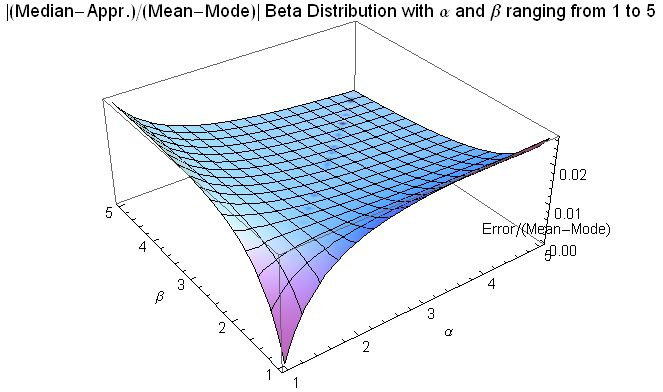
para distribuição beta para e

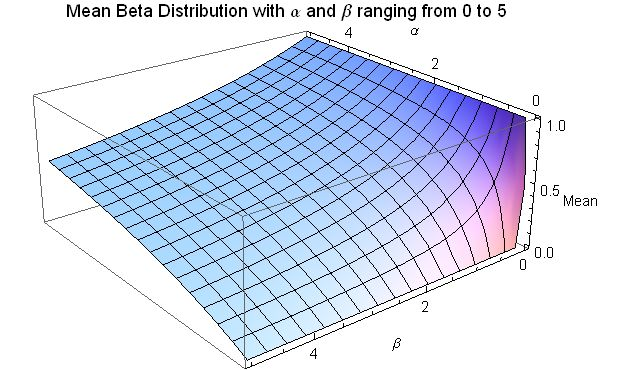
Média para a distribuição beta para e

A mediana da distribuição beta é o único número real {\displaystyle x=I_{\frac {1}{2}}^{[-1]}(\alpha ,\beta )} para o qual a função beta incompleta regularizada {\displaystyle I_{x}(\alpha ,\beta )={\tfrac {1}{2}}}. Não existe uma forma fechada para a mediana da distribuição beta para valores arbitrários de {\displaystyle \alpha } e {\displaystyle \beta }. Algumas formas fechadas para valores particulares dos parâmetros {\displaystyle \alpha } e {\displaystyle \beta } seguem:
- Para casos simétricos, onde {\displaystyle \alpha =\beta }, a mediana é igual a {\displaystyle {\frac {1}{2}}}
- Para {\displaystyle \alpha =1} e {\displaystyle \beta >0}, a mediana é igual a {\displaystyle 1-2^{-{\frac {1}{\beta }}}}
- Para {\displaystyle \alpha >0} e {\displaystyle \beta =1}, a mediana é igual a {\displaystyle 2^{-{\frac {1}{\alpha }}}}
- Para {\displaystyle \alpha =3} e {\displaystyle \beta =2}, a mediana é igual a solução real da função de quarto grau {\displaystyle 1-8x^{3}+6x^{4}=0}, que se encontra no intervalo {\displaystyle [0,1]}.

Os seguintes são os limites para a mediana da variável aleatória {\displaystyle X} tem um parâmetro finito (não nulo) e o outro se aproximando desses limites:
{\displaystyle {\begin{aligned}\lim _{\beta \to 0}{\text{Md(X)}}=\lim _{\alpha \to \infty }{\text{Md(X)}}=1,\\\lim _{\alpha \to 0}{\text{Md(X)}}=\lim _{\beta \to \infty }{\text{Md(X)}}=0.\end{aligned}}}
Uma aproximação razoável do valor da mediana da distribuição beta, para ambos {\displaystyle \alpha } e {\displaystyle \beta } maiores ou iguais a 1, é dado pela fórmula:
{\displaystyle {\text{Md(X)}}\approx {\frac {\alpha -{\tfrac {1}{3}}}{\alpha +\beta -{\tfrac {2}{3}}}}{\text{ for }}\alpha ,\beta \geq 1.}
Quando {\displaystyle \alpha }, {\displaystyle \beta \leq 1}, o erro relativo (o erro absoluto dividido pela mediana) nessa aproximação é menor que 4% e para ambos {\displaystyle \alpha },{\displaystyle \beta \geq 2} é menor que 1%. O erro absoluto dividido pela diferença entre a média e a moda é similarmente pequeno:

#### Média
O valor esperado (média) {\displaystyle \mu } da variável aleatória {\displaystyle X} sob a distribuição beta com parâmetros {\displaystyle \alpha } e {\displaystyle \beta } é uma função apenas da razão {\displaystyle {\frac {\beta }{\alpha }}} desses parâmetros:
{\displaystyle {\begin{aligned}\mu =\operatorname {E} [X]&=\int _{0}^{1}xf(x;\alpha ,\beta )\,dx\\&=\int _{0}^{1}x\,{\frac {x^{\alpha -1}(1-x)^{\beta -1}}{\mathrm {B} (\alpha ,\beta )}}\,dx\\&={\frac {\alpha }{\alpha +\beta }}\\&={\frac {1}{1+{\frac {\beta }{\alpha }}}}\end{aligned}}}
Fazendo {\displaystyle \alpha =\beta } na expressão acima, obtém-se {\displaystyle \mu ={\frac {1}{2}}}, mostrando que para {\displaystyle \alpha =\beta }, a média está no centro da distribuição, que é simétrica. Além dissoos seguintes limites podem ser obtidos da expressão acima:
{\displaystyle {\begin{aligned}\lim _{{\frac {\beta }{\alpha }}\to 0}\mu =1\\\lim _{{\frac {\beta }{\alpha }}\to \infty }\mu =0\end{aligned}}}
Portanto, para {\displaystyle {\frac {\beta }{\alpha }}\rightarrow 0} ou para {\displaystyle {\frac {\alpha }{\beta }}\rightarrow \infty }, a média está localizada no extremo direito, {\displaystyle x=1}. Para esses limites, a distribuição beta se torna uma distribuição degenerada de um ponto com um pico de função delta de Dirac no extremo direito {\displaystyle x=1}, com probabilidade 1; e probabilidade 0 em todo o resto do intervalo.
Analogamente, para {\displaystyle {\frac {\beta }{\alpha }}\rightarrow \infty }, ou para {\displaystyle {\frac {\alpha }{\beta }}\rightarrow 0}, a média é localizada no extremo esquerdo, {\displaystyle x=0}. A distribuição beta se torna uma distribuição degenerada de um ponto com um pico de função delta de Dirac no extremo esquerdo {\displaystyle x=0} com probabilidade 1, e 0 em todo o resto do intervalo.
Enquanto para distribuições unimodais típicas (com modas centradas, pontos de inflexão nos dois lados da moda e caudas longas) é conhecido que a média amostral (como uma estimativa de local) não é tão robusta como a mediana amostral, o oposto é o caso para distribuições bimodais uniformes ou "em forma de U" com {\displaystyle {\text{Beta}}(\alpha ,\beta )} tal que {\displaystyle \alpha }, {\displaystyle \beta \leq 1}, isto é, com as modas localizadas nos extremos da distribuição. Como Mosteller e Tukey frizam "a média das duas observações extremas usa toda a informação amostral. Isto ilustra como, para distribuições de cauda curta, as observações extremas devem receber maior peso". Por contraste, segue que a mediana de uma distribuição bimodal em forma de U com modas nas fronteiras da distribuição (com {\displaystyle {\text{Beta}}(\alpha ,\beta )} tal que {\displaystyle \alpha }, {\displaystyle \beta \leq 1} não é robusta, conforme a mediana amostral desconsidera as observações amostrais extremas. Uma aplicação prática disso ocorre por exemplo para passeios aleatórios, uma vez que a probabilidade para o tempo da última visita a origem em um passeio aleatório é distribuído como uma distribuição arco seno {\displaystyle {\text{Beta}}\left({\frac {1}{2}},{\frac {1}{2}}\right)}: a média de um número de realizações de um passeio aleatório é um estimador muito mais robusto  que a mediana (que é uma medida estimativa amostral inapropriada neste caso).

#### Média geométrica

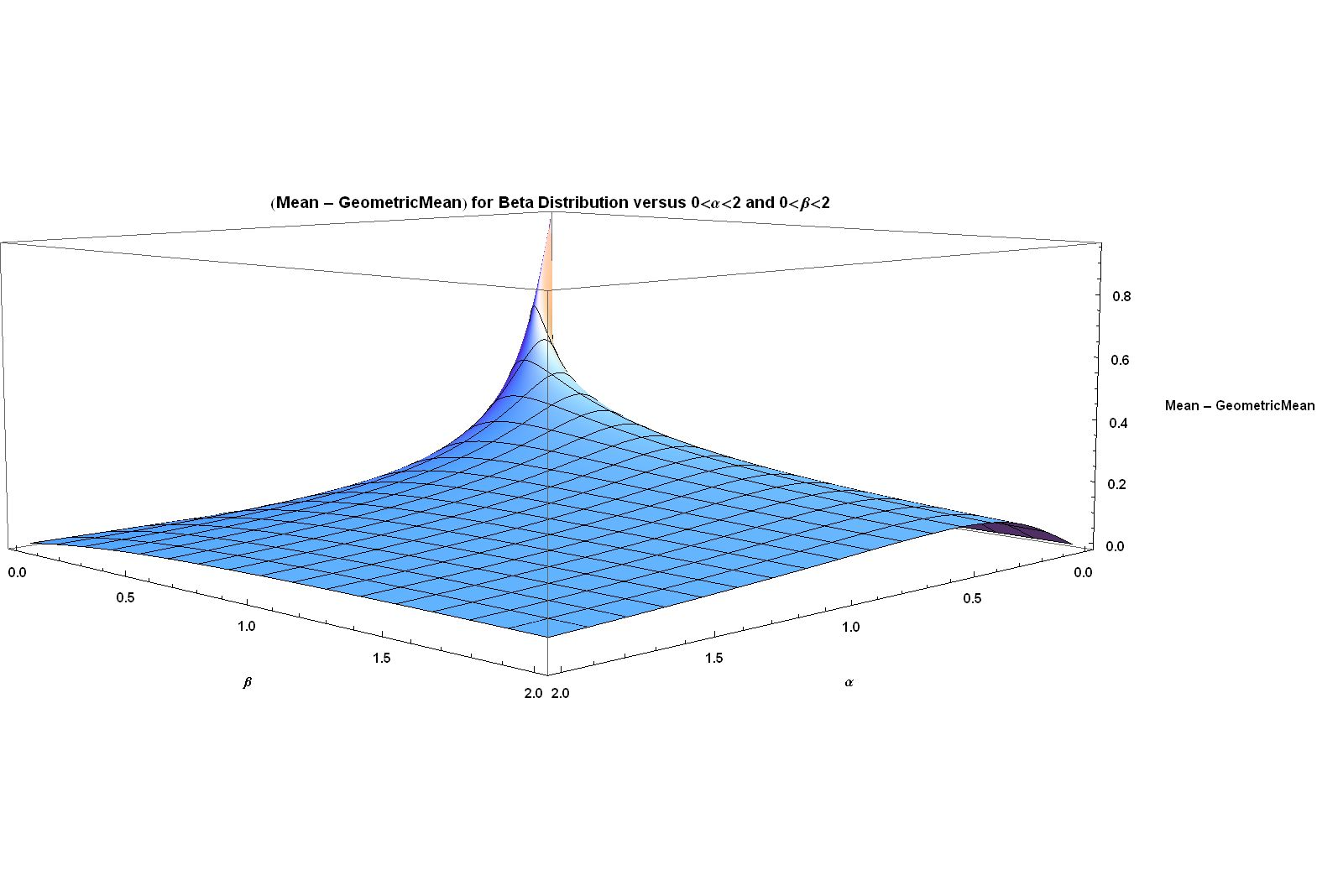
(Média- Média geométrica) para distribuição beta versus e de 0 a 2, mostrando a assimetria entre e para a média geométrica

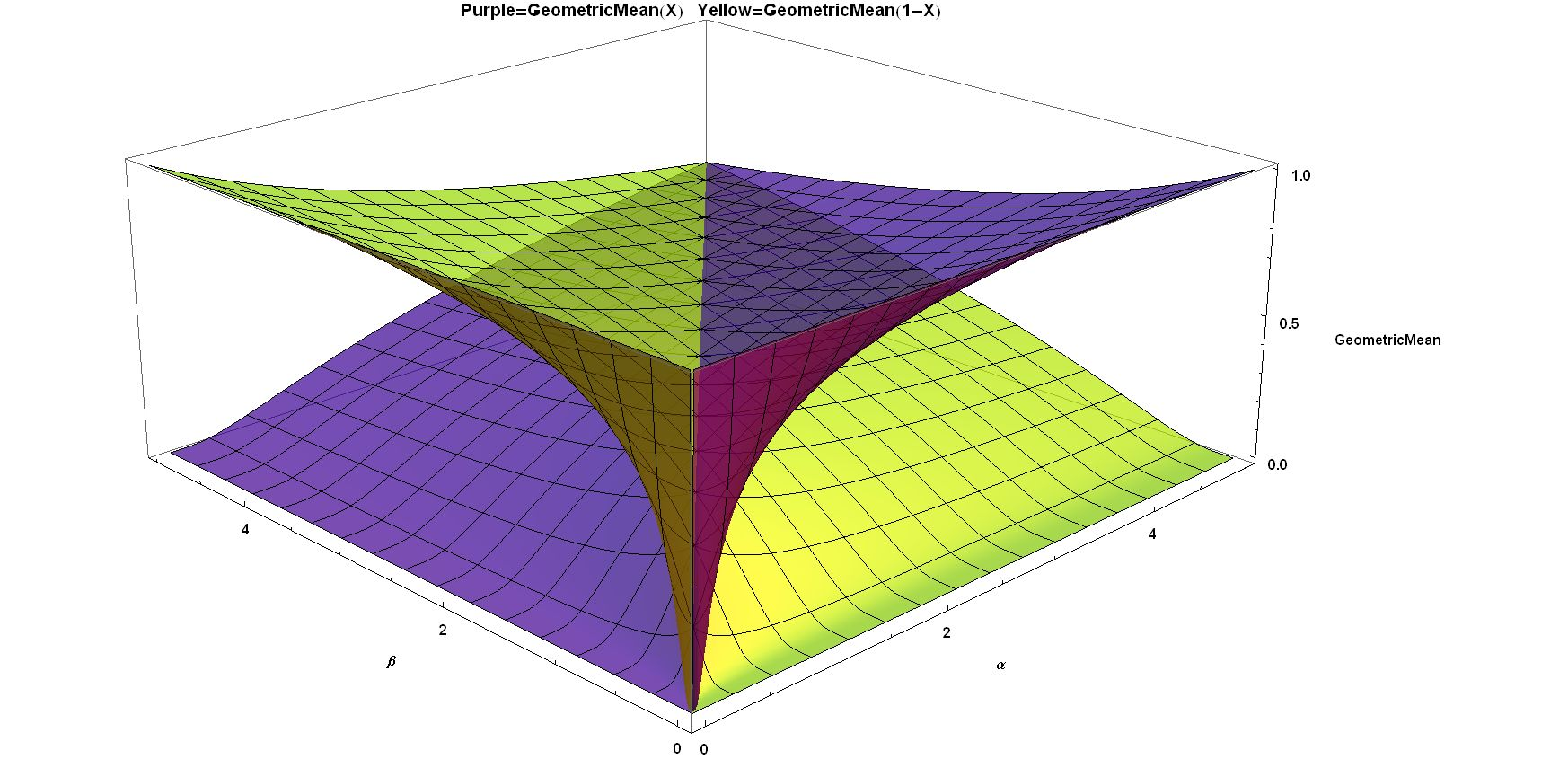
Médias geométricas para distribuição beta. Roxo =, amarelo =, com os menores valores e na frente

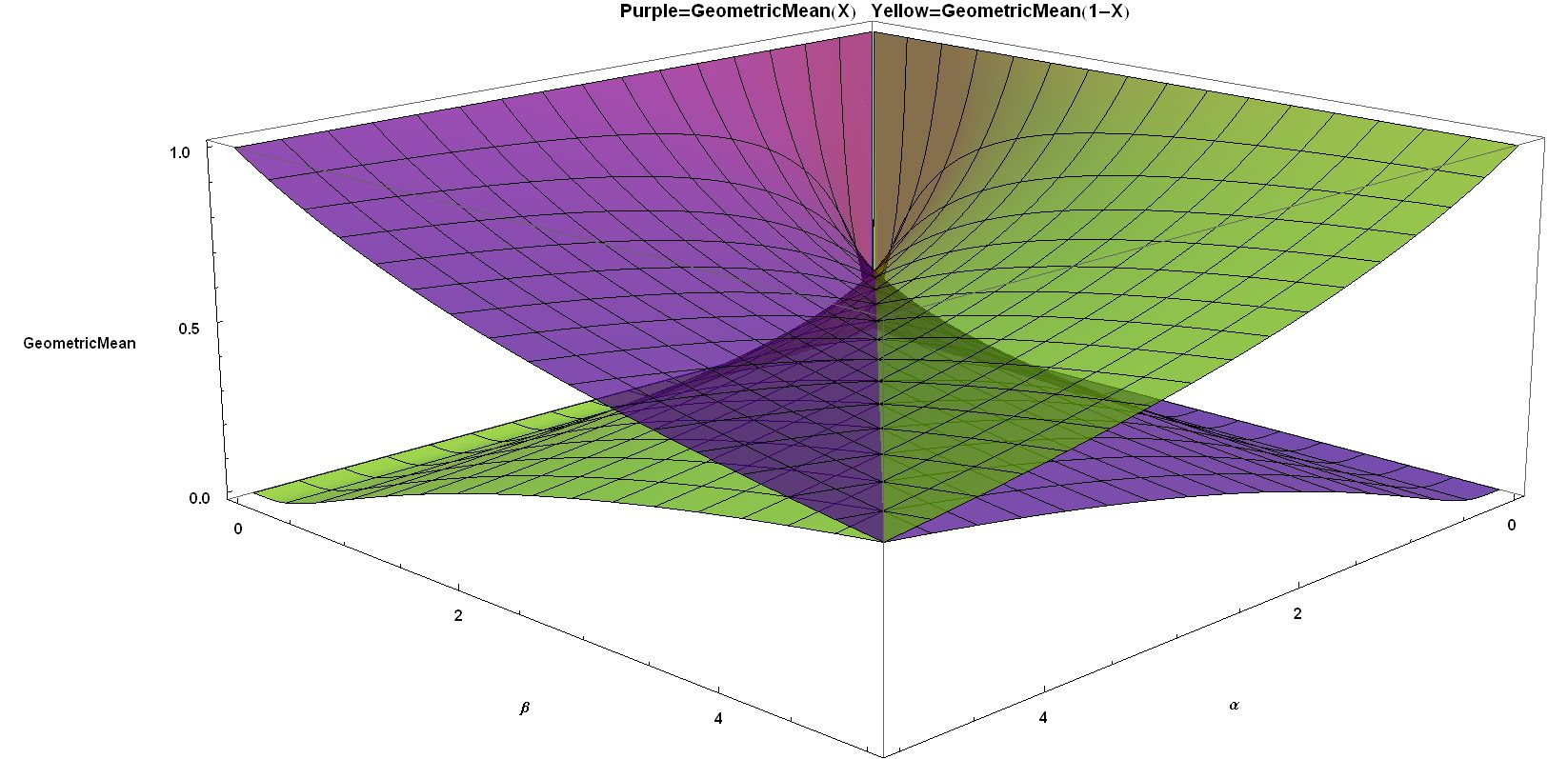
Médias geométricas para distribuição beta. Roxo =, amarelo =, com os maiores valores e na frente

O logaritmo da média geométrica {\displaystyle G_{X}} de uma distribuição da variável aleatória {\displaystyle X} é a média aritmética de {\displaystyle ln(X)} ou, equivalentemente, seu valor esperado:
{\displaystyle \ln G_{X}=\operatorname {E} [\ln X]}
Para a distribuição beta, o valor esperado da integral é:
{\displaystyle {\begin{aligned}\operatorname {E} [\ln X]&=\int _{0}^{1}\ln x\,f(x;\alpha ,\beta )\,dx\\[4pt]&=\int _{0}^{1}\ln x\,{\frac {x^{\alpha -1}(1-x)^{\beta -1}}{\mathrm {B} (\alpha ,\beta )}}\,dx\\[4pt]&={\frac {1}{\mathrm {B} (\alpha ,\beta )}}\,\int _{0}^{1}{\frac {\partial x^{\alpha -1}(1-x)^{\beta -1}}{\partial \alpha }}\,dx\\[4pt]&={\frac {1}{\mathrm {B} (\alpha ,\beta )}}{\frac {\partial }{\partial \alpha }}\int _{0}^{1}x^{\alpha -1}(1-x)^{\beta -1}\,dx\\[4pt]&={\frac {1}{\mathrm {B} (\alpha ,\beta )}}{\frac {\partial \mathrm {B} (\alpha ,\beta )}{\partial \alpha }}\\[4pt]&={\frac {\partial \ln \mathrm {B} (\alpha ,\beta )}{\partial \alpha }}\\[4pt]&={\frac {\partial \ln \Gamma (\alpha )}{\partial \alpha }}-{\frac {\partial \ln \Gamma (\alpha +\beta )}{\partial \alpha }}\\[4pt]&=\psi (\alpha )-\psi (\alpha +\beta )\end{aligned}}}
onde {\displaystyle \psi } é a função digama.
Assim sendo, a média geométrica de uma distribuição beta com parâmetros {\displaystyle \alpha } e {\displaystyle \beta } é a exponencial da função digama de {\displaystyle \alpha } e {\displaystyle \beta } como segue:
{\displaystyle G_{X}=e^{\operatorname {E} [\ln X]}=e^{\psi (\alpha )-\psi (\alpha +\beta )}}
Enquanto para a distribuição beta com parâmetros {\displaystyle \alpha =\beta }, segue que a curtose = 0 e a moda = média = mediana = {\displaystyle {\frac {1}{2}}}, a média geométrica é menor que {\displaystyle {\frac {1}{2}}} (isto é: {\displaystyle G_{X}<{\frac {1}{2}}}). A razão para isso é que a transformação logarítmica faz os valores de {\displaystyle |} próximos de zero pesarem muito, enquanto {\displaystyle ln(X)} tende rapidamente para menos infinito conforme X se aproxima de zero, enquanto {\displaystyle ln(X)} aplaina perto de zero quando {\displaystyle X\rightarrow 1}.
Ao longo de uma linha {\displaystyle \alpha =\beta }, os seguintes limites se aplicam:
{\displaystyle {\begin{aligned}&\lim _{\alpha =\beta \to 0}G_{X}=0\\&\lim _{\alpha =\beta \to \infty }G_{X}={\tfrac {1}{2}}\end{aligned}}}
Seguindo há os limites com um parâmetro finito (não-nulo) e o outro se aproximando desses limites:
{\displaystyle {\begin{aligned}\lim _{\beta \to 0}G_{X}=\lim _{\alpha \to \infty }G_{X}=1\\\lim _{\alpha \to 0}G_{X}=\lim _{\beta \to \infty }G_{X}=0\end{aligned}}}
O gráfico que acompanha mostra a diferença entre a média aritmética e a média geométrica para os parâmetros de forma {\displaystyle \alpha } e {\displaystyle \beta } de 0 a 2.
Apesar do fato de que a diferença entre elas aproxima-se de zero conforme {\displaystyle \alpha } e {\displaystyle \beta } aproximam-se do infinito e que a diferença se torna larga para valores de {\displaystyle \alpha } e {\displaystyle \beta } aproximando-se de zero, pode-se observar uma assimetria evidente da média geométrica com respeito aos parâmetros {\displaystyle \alpha } e {\displaystyle \beta }. A diferença entre a média geométrica e a média aritmética é maior para valores pequenos de {\displaystyle \alpha } em relação a {\displaystyle \beta } do que quando trocando as magnitudes de {\displaystyle \alpha } e {\displaystyle \beta }.

### Medidas de dispersão estatísticas

#### Variança[14]
A variança é o valor de uma distribuição beta com uma distribuição aleatória de variável X com os parâmetros α e β é
{\displaystyle var(X)=E[x-\mu ^{2}]={\alpha \beta  \over (\alpha +\beta )^{2}(\alpha +\beta +1)}}
Tendo que α=β e através da expressão anterior tem-se que:
{\displaystyle var(X)={1 \over 4(2\beta +1)}}
Quanto mais próximo de zero for α = β a variança tende a diminuir. Quando α = β = 0  tem se que o ponto máximo da variança, var(x)=1/4. A distribuição beta é parametrizada através de sua média μ (0 <μ <1) e tamanho de amostra:  ν = α + β (ν> 0), usando estás variáveis tem-se que a variança é dada por: 
{\displaystyle var(X)={\mu (1-\mu ) \over 1+\nu }}
Como ν = (α + β) > 0 e var(X) < μ(1 − μ). Então uma distribuição simétrica (média) é quando μ=1/2, tendo então:
{\displaystyle var(X)={1 \over 4(1+\nu )}if\mu ={1 \over 2}}